# 菅野龍
菅野 龍（かんの りゅう、1977年 - ）は、日本の建築家でシーラカンスK&Hパートナー。
千葉県生まれ/2000年日本大学工学部建築学科卒業/2002年東洋大学大学院工学研究科修士課程修了。2003年から東洋大学工学部建築学科助手をへて2005年からシーラカンスK&H所属。2017年から同パートナー。
代表作に響原復興住宅、大宮区役所・大宮図書館新庁舎など。
東松島市立宮野森小学校で2019年日本建築学会作品選奨およびグッドデザイン賞。